# ラス・カンボニ
ラス・カンボニ（英: Ras Kamboni, ソマリ語: Raaskambooni)はソマリア南部の町。ケニア国境のすぐ近くにある。2007年、ハッサン・トゥルキーはこの地の名を付けたイスラーム武装勢力ラスカンボニ軍を作り、ソマリア南部で盛んに活動したため、この武装勢力が「ラス・カンボニ」と呼ばれることもあり、混同しないよう注意が必要である。

## 略史

### イスラーム武装勢力の支配
1999年5月、ロンドンに本社があるアラビア語日刊紙「アル・シャーク・アル・アウサット」 (en) はアルカーイダがこの訓練施設に高度の通信装置を設置している旨を報じている 。
アメリカ政府は2001年のアメリカ同時多発テロ事件(9/11)の後、アフリカの角、特にラス・カンボニのイスラーム勢力に関心を寄せていた。2002年3月2日にペンタゴンで行われた打ち合わせでは、イスラーム過激派アル・イティハード・アル・イスラミーヤ（イスラーム連合、AIAI） (en) やアルカーイダがラス・カンボニを拠点としてる可能性について議論されている。アメリカ政府の当局は、1998年のアメリカ大使館爆破事件や2002年のモンバサホテル爆破事件 (en) の実行犯グループがラス・カンボニで組織されたものと考えている。

### ソマリア暫定連邦政府の反撃
ソマリア内戦は2006年から中部のソマリア暫定連邦政府対南部のイスラーム勢力という新たな段階に入った (en) 。一時期はイスラーム勢力のイスラム法廷会議が優勢だったが、2006年末にソマリア暫定連邦政府が隣国エチオピア軍の力を借りてから情勢が逆転した。イスラーム勢力はソマリア南端の町ラス・カンボニに追い詰められた。ソマリア暫定連邦政府はラス・カンボニにも軍を進めた。これに合わせてアメリカ軍も2007年1月22日、対地攻撃機AC-130でラス・カンボニに攻撃を行い、数名が死亡したと伝えられている。この攻撃で、ソマリア南部のイスラーム勢力は一時期壊滅した。

### イスラーム武装勢力の再支配
ソマリア暫定連邦政府は、ソマリア南部の支配を維持することができなかった。2007年、イスラム法廷会議の旧幹部の一人、ハッサン・トゥルキーは、イスラーム武装勢力ラス・カンボニ軍を作り、ラス・カンボニを始めとするソマリア最南部を支配した。トゥルキーの勢力は比較的有力だったため、これ以後「ラス・カンボニ」と言えばラス・カンボニ軍を指すことも多い。
トゥルキーは2009年初頭、イスラム法廷会議の他の旧幹部とヒズブル・イスラムを結成した。しかし2010年初頭にはヒズブル・イスラムを脱退し、別の有力なイスラーム武装勢力アル・シャバブ に合流したため、形式的にはラス・カンボニもアル・シャバブの支配下となった。トゥルキー支配下の軍は2011年時点でもラス・カンボニ軍を名乗り、活動を続けている。